# Ladislav Křepela
Ladislav Křepela (* 14. srpna 1982, Praha) je český hráč stolního fotbálku neboli foosballu.
Ladislav Křepela začal s foosballem v roce 2002 a již od této doby začal sbírat své první vítězství na různých turnajích, především však na území České republiky. Svého prvního velkého vítězství se dočkal v roce 2004, když dokázal získat na Mistrovství České republiky titul mistra ČR hned v obou hlavních kategoriích Open Singles a Open Doubles. Od této doby získal více než 15 titulů mistra ČR v kategorii jednotlivců, dvojic a týmů. Jako jediný český hráč v historii dokázal vyhrát třikrát v řadě titul v kategorii jednotlivců (Open Singles). Od roku 2006 se začal účastnit také mezinárodních turnajů po celém světě a v roce 2008 získal svůj první titul mistra světa v kategorii národních týmů (Švýcarsko). Svého prvního individuálního titulu mistra světa se dočkal v roce 2010 (Francie) v kategorii Pro Singles. V roce 2012 se jako první český hráč zúčastnil prestižního turnaje Hall Of Fame v Las Vegas, kde obsadil 2. místo v kategorii Pro Doubles. V roce 2018 získal další individuální titul mistra světa v kategorii Open Singles (Itálie).
V současné době hraje 1. Rosengart ligu za tým Rosengart, kam přestoupil z mateřského klubu Gumídci, kde působil 6 let a za tu dobu zde získal 4 ligové tituly. Od roku 2005 hraje také 1. Bonzini ligu, kde dokázal vždy zvítězit a získat tak dohromady 7 ligových titulů v řadě (Bonzini liga v roce 2012 zanikla).
Ladislav Křepela je členem české foosbalové organizace CFO.

## Hlavní vítězné turnaje
- MISTROVSTVÍ SVĚTA, Itálie - 1. místo Open Singles
- XX. MISTROVSTVÍ ČR - 1. místo Open Doubles
- XVIII. MISTROVSTVÍ ČR - 1. místo Open Singles & Open Doubles
- XVII. MISTROVSTVÍ ČR - 1. místo Open Singles
- Czech Leonhart Open - 1. místo Open Singles
- XV. MISTROVSTVÍ ČR - 1. místo Legendy
- XIII. MISTROVSTVÍ ČR - 1. místo Open Singles
- VI. CZECH OPEN - 1. místo Open Singles
- MISTROVSTVÍ SVĚTA, Francie - 1. místo Pro Singles
- XI. MISTROVSTVÍ ČR - 1. místo Open Doubles
- V. CZECH OPEN - 1. místo Open Singles
- MISTROVSTVÍ SVĚTA, Švýcarsko - 1. místo Nations Team
- LEONHART OPEN, Německo - 1. místo Open Mix
- V. MISTROVSTVÍ SVK - 1. místo Open Singles
- VIII. MISTROVSTVÍ ČR - 1. místo Open Singles
- VII. MISTROVSTVÍ ČR - 1. místo Open Singles & Open Mix
- VI. MISTROVSTVÍ ČR - 1. místo Open Singles & Open Doubles
- ALL STAR SVK - 1. místo Nations Team
- ALL STAR ČR - 1. místo Nations Team

## Ligové vítězné výsledky
- 2016/2017 1. středočeská liga - Praha 1. místo
- 2015/2016 1. středočeská liga - Praha 1. místo
- 2014/2015 1. středočeská liga - Praha 1. místo
- 2011/2012 1. bonzini liga - 1. místo
- 2010/2011 1. středočeská liga - Praha 1. místo
- 2010/2011 1. bonzini liga - Praha 1. místo
- 2009/2010 1. bonzini liga - Praha 1. místo
- 2008/2009 1. středočeská liga - 1. místo
- 2008/2009 1. bonzini liga - Praha 1. místo
- 2007/2008 1. středočeská liga - 1. místo
- 2007/2008 1. bonzini liga - Praha 1. místo
- 2006/2007 1. středočeská liga - 1. místo
- 2006/2007 1. bonzini liga - Praha 1. místo
- 2005/2006 1. bonzini liga - Praha 1. místo
- 2003/2004 2. středočeská liga - 1. místo
- 2002/2003 3. středočeská liga - 1. místo